# وادي المشادلة (المفلحي)

تعديل مصدري - تعديل

وادي المشادلة هي إحدى قرى عزلة المفلحي بمديرية المفلحي التابعة لمحافظة لحج، بلغ تعداد سكانها 39 نسمة حسب تعداد اليمن لعام 2004.